# Lakadivi
Ime Lakshadweep pomeni »en lakh otokov« (sto tisoč otokov) v malajalamščini in sanskrtu, čeprav so Lakadivi le en del arhipelaga z največ sto otoki. Malajalamščina je primarni in tudi splošno razširjeni materni jezik na ozemlju. Otoki tvorijo najmanjše ozemlje Indije in njihova skupna površina je približno 32 km². Območje lagune obsega približno 4200 km², območje teritorialnih voda 20.000 km² in območje izključne ekonomske cone 400.000 km². Regija tvori enotno indijsko okrožje z 10 pododdelki. Kavaratti je glavno mesto ozemlja Unije, regija pa je v pristojnosti višjega sodišča Kerale. Otoki so najsevernejši v skupini otokov Lakshadweep–Maldivi–Chagos, ki so vrhovi obsežne podmorske gorske verige, grebena Chagos-Lakshadweep. Lakadive je prvotno sestavljalo 36 otokov; ker pa je otok Parali 1 potopljen v vodo zaradi morske erozije, ostane 35 otokov.
Otoki so bili omenjeni tudi v budističnih zgodbah Džataka iz 6. stoletja pred našim štetjem. Islam se je v regiji uveljavil, ko so muslimani prispeli okoli 7. stoletja. V srednjem veku je regiji vladala dinastija Čera, dinastija Čola in končno kraljestvo Kannur. Katoliški Portugalci so prispeli okoli leta 1498, vendar so bili do leta 1545 izgnani. Regiji je takrat vladala muslimanska hiša Arakal, ki je bila vazal Kolathiri Radž iz Kannurja, sledil ji je Tipu sultan. Po njegovi smrti leta 1799 je večina regije prešla v roke Britancev in z njihovim odhodom je bilo leta 1956 ustanovljeno ozemlje Unije.
Od skupno 36 otokov jih je 10 naseljenih. Ob indijskem popisu leta 2011 je bilo 64.473 prebivalcev ozemlja Unije. Večina avtohtonega prebivalstva je muslimanov in večina jih pripada šoli Šafi sunitske ločine. Otočani so etnično podobni Malajalcem iz najbližje indijske zvezne države Kerala. Večina prebivalstva govori malajalamščino, divehi pa je najbolj govorjeni jezik na otoku Minicoj. Narečje džeseri se govori na naseljenih otokih arhipelaga, in sicer Amindivi in Lakadivi, z izjemo najjužnejšega otoka Minicoj, kjer se uporablja narečje Mahl. Malajalamska pisava Ponnani je bila uporabljena za pisanje džeseri do Britanskega Raja. Kultura je skoraj podobna kulturi Mappilasa v najbližji celinski državi Kerala. Otoke oskrbuje letališče na otoku Agatti. Glavni poklic ljudi je ribolov in gojenje kokosa, tuna pa je glavni izvozni artikel.

## Zgodovina

### Starodavna zgodovina
Ker otoki nimajo domorodnih prebivalcev, so znanstveniki predlagali različne zgodovine poselitve teh otokov. Arheološki dokazi podpirajo obstoj človeške poselitve v regiji okoli leta 1500 pr. n. št. Džataka zgodbe o budizmu omenjajo te otoke, ki dokumentirajo širjenje budizma na otoke v 6. stoletju pr. n. št.] Med budistično dobo naj bi otok obiskal menih Sanghmitra. Otoki so bili že dolgo znani pomorščakom, kot je razvidno iz anonimne omembe iz 1. stoletja našega štetja za regijo v Periplusu v Eritrejskem morju. V Sangam Patiṟṟuppattu se omenja nadzor nad otoki s strani Čerov. Lokalna izročila in legende pripisujejo prvo naselbino na teh otokih obdobju Čheramana Perumala, zadnjega kralja Čera v Kerali. Najstarejši naseljeni otoki v skupini so Amini, Kalpeni Andrott, Kavaratti in Agatti.

### Islamski vplivi
Lokalne legende pripisujejo zgodovino tukajšnjega islama Legendi o Čeraman Perumalsu, zadnjem kralju Čera v Kerali, ki je odšel na romanje z otoka Dharmadom blizu Kannurja v Meko. Vendar pa legenda ni utemeljena. Po ljudskem izročilu je islam v Lakadive prinesel Ubaidullah leta 661. Njegov grob je na otoku Andrott.

### Srednjeveško obdobje
V 11. stoletju so otoki prišli pod vladavino poznih Čolov, ko so ti osvojili dele Kerale in nato so otoki prišli pod kraljestvo Kannur. Otoki so imeli pomembno vlogo v trgovini v Indijskem oceanu v srednjem veku, saj so bili na glavni trgovski poti, ki je povezovala Bližnji vzhod z malabarsko obalo, Cejlonom in jugovzhodno Azijo (Indonezijo in Malezijo).

### Moderno obdobje
V 16. stoletju so Portugalci vladali morjem med Hormusom in Malabarsko obalo ter južno do Cejlona. Že leta 1498,  v dobi odkritij, ko je Vasco da Gama prispel v Kozhikode, so prevzeli nadzor nad arhipelagom (ki so ga imenovali Laquedivas), kasneje za izkoriščanje proizvodnje kokosovih vlaken, dokler jih otočani leta 1545 niso izgnali. Sredi 16. stoletja je Čirakal ali Kolatiri Radža podelil vse naseljene otoke Lakshadweep kot džagir vladajoči družini kraljestva Cananore (kraljestvo Arakal), da bi zagotovil zaščito pred Portugalci. Kraljestvo Arakal je imelo jurisdikcijo nad Lakadivi in Amindivskimi skupinami otokov, poleg mesta Kanur. Otoki so zelo podrobno omenjeni tudi v zgodbah arabskega popotnika Ibn Batuta.
Skupina otokov Aminidivi (Amini, Kadmat, Kiltan, Četlath in Bitra) je leta 1787 prišla pod vladavino Tipu sultana. Po tretji anglo-misorski vojni so bili prešli pod britanski nadzor in bili priključeni Kasaragodu Taluku iz Južne Canare. Ostali otoki (Agati, Androt, Minicoj, Kavarati, Kalpeni in Bangaram) so ostali pod oblastjo družine Arakal iz Kanurja v zameno za plačilo letnega davka. Britanci so zaradi neplačevanja zaostalih obveznosti prevzeli upravo teh otokov. Ti otoki so bili med Britanskim Rajem priključeni okrožju Malabar predsedstva Madras. Kasneje je bil postavljen pod Kozhikode Taluk.

### Neodvisna Indija
1. novembra 1956, med reorganizacijo indijskih držav, so bili otoki Lakadivi ločeni od okrožja Malabar in organizirani v ločeno ozemlje unije za upravne namene. Novo ozemlje se je imenovalo otoki Laccadive, Minicoy in Amindivi, preden je 1. novembra 1973 sprejelo ime Lakshadweep. Sedež novega ozemlja unije je ostal v Kožikodu skoraj desetletje do leta 1964. Leta 1964 je bil sedež upravitelja otokov prestavljen na Kavarati.
Za zaščito indijskih vitalnih ladijskih poti do Bližnjega vzhoda in vse večjega pomena otokov v varnostnih vidikih je bila baza indijske mornarice INS Dweeprakshak odprta na otoku Kavarati.

## Geografija
Lakadivi so arhipelag dvanajstih atolov, treh grebenov in petih potopljenih bregov, s skupaj približno šestintridesetimi otoki in otočki. Grebeni so pravzaprav tudi atoli, čeprav so večinoma potopljeni, le z majhnimi neporaslimi peščenimi grebeni nad mejo visoke vode. Potopljeni bregovi so potopljeni atoli. Skoraj vsi atoli so orientirani v smeri severovzhod–jugozahod z otoki, in ležijo na vzhodnem robu večinoma potopljenih grebenov na zahodnem robu, ki obdaja laguno. Ima deset naseljenih otokov, 17 nenaseljenih otokov in otočkov, štiri novonastale otočke in pet potopljenih grebenov.
Glavni otoki so Kavarati, Agati, Minicoj in Amini. Po popisu leta 2011 je bilo skupaj 64.473 prebivalcev. Agati ima letališče z direktnimi leti iz Kočija.

### Indijski koralni otoki
Podskupina otokov Aminidivi (ki jo sestavljajo Amini, Keltan, Četlat, Kadamat, Bitra in Perumal Par) in podskupina otokov Lakadivov (ki jo sestavljajo predvsem Androth, Kalpeni, Kavarati, Piti in Suheli Par), obe podskupini pa imata podmorsko povezavo med njima preko grebena Pitti. Skupaj z otokom Minicoj, samotnim atolom, ki je na južnem koncu 200 km širokega preliva Nine Degree, tvorijo koralne otoke Indije v Arabskem morju. Vse te otoke so zgradile korale in imajo obrobne koralne grebene zelo blizu svojih obal.
Dva grebena bolj severno se ne štejeta za del skupine:
- greben Angria
- greben Adas

## Rastlinstvo in živalstvo
Otočje Lakadivi skupaj z Maldivi in Čagosom tvori ekoregijo vlažnih tropskih gozdov Maldivi-Lakadivi-Čagos. Ima več kot 600 vrst morskih rib, 78 vrst koral, 82 vrst morskih alg, 52 vrst rakov, 2 vrsti jastogov, 48 vrst polžev, 12 vrst školjk, 101 vrsto ptic. Je ena od štirih regij koralnih grebenov v Indiji. Korale so velika atrakcija za turiste. Otok Pitti je pomembno mesto za razmnoževanje morskih želv in številnih pelagičnih ptic, kot so rjava čigra (Anous stolidus), mala čonata čigra (Sterna bengalensis) in velika čonata čigra (Sterna bergii). Otok je bil razglašen za ptičje zatočišče. Raznolikost kitov in delfinov ob otokih Lakadivi in na sosednjih območjih je večja kot na drugih območjih, čeprav pomanjkanje znanstvenih študij povzroča slabo razumevanje in spodbujanje ohranjanja. Sem spadajo različni kiti (npr. mali modri kit (Balaenoptera musculus brevicauda), Brydejev kit, kit glavač), manjši kiti in delfini (npr. orka, kratkoplavuta mrka pliskavka) in delfini.
Regija nima bogate flore in skoraj vse rastline lahko najdemo na celinskem delu Indije. V regiji je tudi pomanjkanje gozdov. Dokumentiranih je bilo skoraj 400 vrst cvetočih rastlin, vključno s tremi vrstami morskih trav Cymodocea isoetifolia, Syringodium isoetifolium in Thalassia hemprichii, najdemo pa tudi druge kritosemenke, kot so Pandanus, Heliotropium foertherianum, Tournefortia argentea in Pemphis acidula, pa tudi glive, alge in lišaje. Običajna flora koralnega peska vključuje kokosove nasade in obalne grmovnice, kot so Pemphis acidula, Cordia subcordata, Scaevola taccada, Thespesia populnea, Suriana maritima, Dodonaea viscosa, Guettarda speciosa in morske alge, kot so morske solate, Codium in Hypena.

## Gospodarstvo
Bruto teritorialni domači proizvod Lakadivov za leto 2004 je po trenutnih cenah ocenjen na 3,24 milijarde ₹ (kar ustreza 11 milijardam ₹ ali 140 milijonom USD leta 2023). V Lakadivu je malo ekonomske neenakosti in indeks revščine je nizek. Pridobivanje kokosovih vlaken in proizvodnja izdelkov iz vlaken je glavna industrija podjetja Lakshadweep. Obstaja pet tovarn kokosovih vlaken, pet proizvodnih demonstracijskih centrov in sedem enot za kodranje vlaken, ki jih vodi indijska vlada. Te enote proizvajajo vlakna iz kokosovega oreha, prejo, zvita vlakna in predpražnike za hodnike.

### Ribištvo
Lakadivi obsegajo edine koralne atole v državi. Z veliko laguno 4200 km² ima teritorialne vode 20.000 km², izključno ekonomsko cono (EEZ) 400.000 km² in obalno črto, dolgo približno 132 kilometrov. Ocenjuje se, da je v morju okoli Lakadivov približno 100 kiloton tunov in tunom podobnih rib ter približno enaka količina morskih psov. Ribolov je glavni način preživetja otočanov in kokosova vlakna. Sveže ulovljeno tuno predelajo tako, da jo po kuhanju in dimljenju posušimo na soncu. Nastali izdelek, znan kot mas, je priljubljen izdelek, ki se s teh otokov izvaža v države jugovzhodne Azije. Enajst delavnic na otokih in dve ladjedelnici skrbijo za potrebe ribičev.

### Turizem
Zaradi svoje izoliranosti in slikovite privlačnosti so bili Lakadivi že od leta 1974 znani kot turistična atrakcija za Indijce. To prinaša znatne prihodke. Ker tako majhna regija ne more podpirati industrije, vlada dejavno spodbuja turizem kot način zaslužka na otokih Bangaram in Kadmat. Bangaram naj bi postal glavna destinacija mednarodnega turizma. Morska favna je številna. Dejavnosti vodnih športov, kot so potapljanje, jadranje na vodi, potapljanje z masko, deskanje, kajak, kanu, smučanje na vodi, športni ribolov, jahtanje in nočna potovanja po morju, so priljubljene dejavnosti med turisti. Turisti se na te otoke zgrinjajo skozi vse leto, razen v jugozahodnih monsunskih mesecih, ko so morja izjemno nemirna. Vlada je prav tako predlagala ustanovitev dveh uradov za carinjenje, tako da lahko turisti vstopijo neposredno, namesto da bi dobili dovoljenje najbližjega carinskega urada v Kočiju, ki je od teh otokov oddaljen 260 navtičnih milj. To bodo najmanjši carinski uradi v Indiji. Pričakuje se, da bo turizem dobil velik zagon po odprtju teh pisarn, saj otoki ležijo na enem najbolj obremenjenih križarjenj.
Turisti v bistvu potrebujejo dovoljenje za obisk otokov; tujim državljanom ni dovoljen obisk nekaterih otokov. V skladu z veljavno zakonodajo o alkoholu v Indiji uživanje alkoholnih pijač ni dovoljeno na otočju, razen na otoku Bangaram.
Da bi spodbudila gospodarstvo, vrhunski turizem, telemedicino, teleizobraževanje, ribištvo in drugo, je vlada Unije napovedala projekt namestitve podmorskega optičnega kabla za visokohitrostno mobilno in internetno povezljivost med Kočijem in 11 otoki vključno s Kavaratijem, Kalpenijem, Agatijem, Aminijem, Androthom, Minicojem, Bangaramom, Bitro, Četlatom, Kiltanom in Kadmatom. Ta 10,72 milijarde ₹ (130 milijonov USD) vreden projekt bo zaključen do maja 2023.
Lakadivi bodo dobili svoj prvi kip Mahatme Gandhija v povezavi s praznovanjem 152. rojstnega dne Mahatme Gandhija.

## Galerija
- Vodni športi na otoku Kavaratti
- Potniška ladja MV Amindivi uprave otokov Lakshdweep je zasidrana v pristanišču Old Mangalore
- Otok Agatti
- Redka rdečekljuna tropska ptica (Phaethon aethereus subsp. indicus), najdena na majhnih otokih Lakadivov
- Zelena želva blizu Lakadivskega morja
- Hobotnica
- Bližnji posnetek črnoplavutega metulja (Chaetodon falcula) v grebenu
- Koralni greben blizu otoka Bangaram
- Lagunska balestra plava okoli grebena